# Christlieger
Christlieger ist der Name der einzigen Insel im Königssee in den Berchtesgadener Alpen. Die Binnenseeinsel wird auch Johannesinsel, Johannisinsel oder St. Johann genannt.

## Etymologie
Der Name der Insel wird mit männlichem oder weiblichem Genus (Der/Die Christlieger), mitunter auch ganz ohne Artikel (Christlieger befindet sich im Nordteil des Sees) verwendet. Die Betonung liegt auf der zweiten Silbe.
Zur Herkunft des Namens wurden verschiedene Erklärungen vorgeschlagen: 
- Chris u. Lieger: Bairisch chris = abgehackte Tannenzweige; Lieger, Lager, Leger = Ort, an dem (zum Abholen über den See) Tannenzweige gelagert, bereitgelegt werden.[1]
- Christ u. Lager: „Christlager“, also der Ort, in dessen Nähe vier Menschen, die bei einem Sturm in den See gefallen waren, Rettung fanden.[2]

Der Alternativname Johannesinsel leitet sich ab vom Namen des Heiligen, den die Statue auf der Insel darstellt, Johannes von Nepomuk.

## Geografie
Die baumbestandene Felseninsel ist von Norden nach Süden 61 m lang, bis zu 26 m breit und hat eine Fläche von 1.260 m2. Sie liegt etwa 250 Meter südlich des Königssee-Nordufers bei der Schiffsanlegestelle, rund 30 m vom Ostufer und 90 m vom Westufer entfernt noch im seichteren Nordteil des Sees und nah an der Abbruchkante zur Tiefe. Nördlich der Insel ist der See zumeist maximal drei Meter tief. Von der Südspitze der Insel bis zum Ostufer des Sees verläuft eine seichte Felsbarre. Die Elektroboote der Schifffahrt Königssee (lokaler Betriebsteil der Bayerischen Seenschifffahrt) fahren auf dem Weg nach St. Bartholomä rund 20 Meter westlich an der Insel vorbei. Früher fuhren die Boote östlich in noch geringerer Entfernung vorbei. Am Ostufer der Insel befindet sich die Anlegestelle für Boote, die jedoch nicht von den Passagierbooten der Schifffahrt Königssee angelaufen werden kann, sondern nur für kleinere Boote wie Ruderboote geeignet ist, die in den Bootshäusern 100 bis 200 Meter weiter nördlich gemietet werden können.

## Verwaltung
Wie der gesamte Königssee gehört auch die Insel zur Gemeinde Schönau am Königssee. Grundeigentümer ist der Freistaat Bayern, vertreten durch die Bayerische Verwaltung der staatlichen Schlösser, Gärten und Seen und örtlich verwaltet von der Außenstelle Chiemsee in Prien. Die Insel befindet sich noch außerhalb des Nationalpark Berchtesgaden, dessen Grenze rund 320 Meter weiter südlich quer über den See verläuft. Die Insel bildet das Flurstück 281 der Gemarkung Forst Königssee. Diese Gemarkung war früher ein Gemeindefreies Gebiet und wurde erst am 1. Januar 1984 eingemeindet nach Schönau am Königssee.

## Geschichte

### Statue
Ein bekanntes Denkmal auf der Insel ist die Statue des heiligen Johannes Nepomuk, Schutzpatron der Schiffer bzw. gegen Wassergefahren. Die etwa 180 cm hohe Statue ist aus Marmor. Sie steht auf einer Anhöhe im nördlichen Inselbereich auf einem rund zwei Meter hohen Steinsockel. Nachdem hier ein Boot kenterte und die vier Insassen im letzten Moment gerettet wurden, wurde 1711 zum Dank die neue Statue errichtet, gestiftet von Johann Anton Zeitlmayer, Stiftskanzler, Kanzleidirektor und Landrichter der Fürstpropstei Berchtesgaden. Seither wurde die Insel auch Johannesinsel genannt. Nach der Überlieferung hatte sich bis dahin an dieser Stelle eine Statue des Apostels Bartholomäus befunden.

### Plattform und Grotte

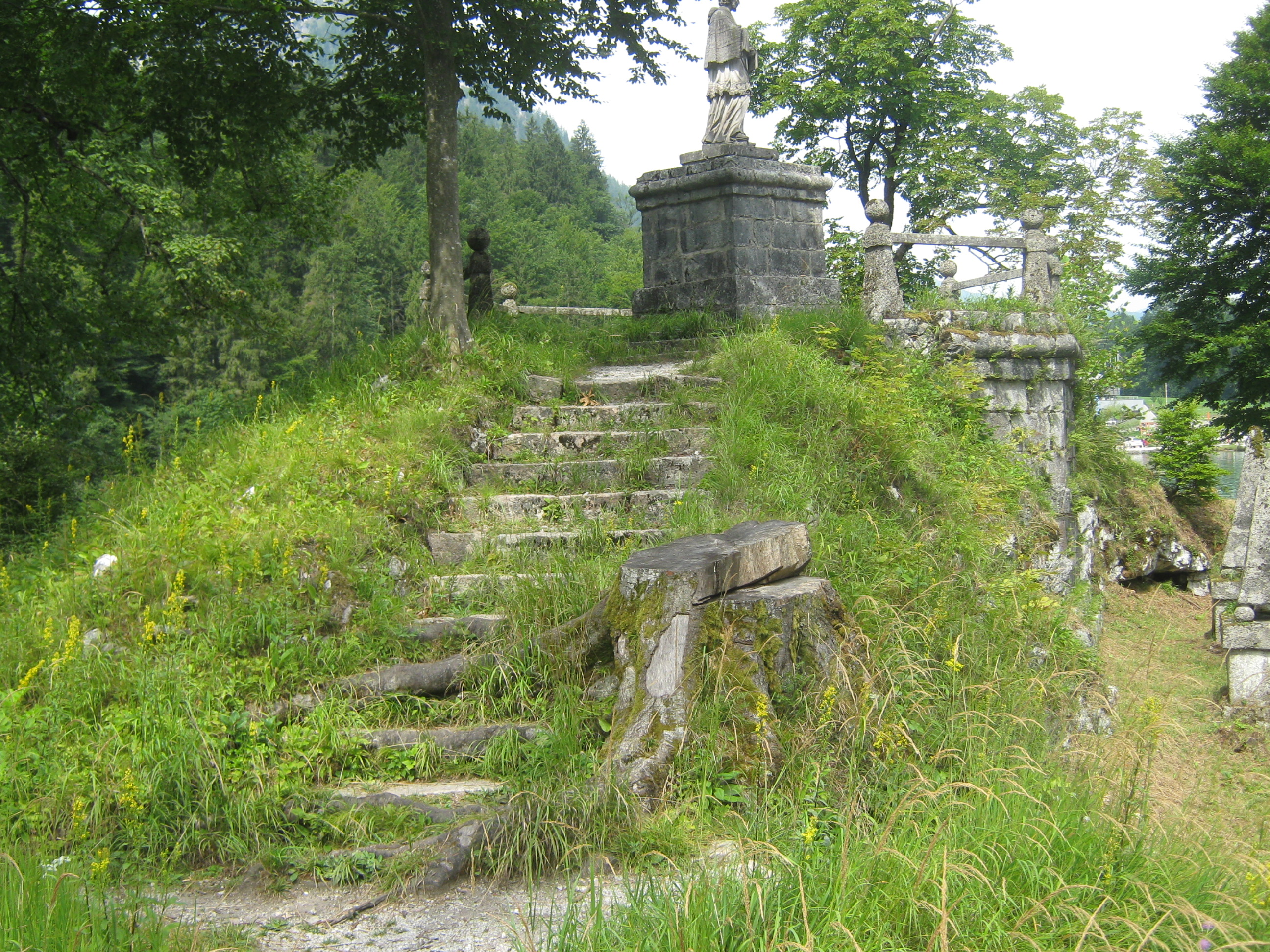
Treppe zur Plattform, rechts die Steinpyramiden

Der Sockel der Nepomuk-Statue ruht auf einer Plattform, die durch Balustraden eingefasst ist und zu der seitlich (d. h. von Norden und von Süden) Treppen hochführen. Die Plattform wird an der Ostseite durch eine Stützmauer getragen, in die zwei beschriftete Marmortafeln eingelassen sind, mit den Inschriften
Denkmal der Verehrung, gesetzt im Jahre 1711 von Joh. Anton von Zeitlmayer, sowie darunter
Neu aufgerichtet im Jahre 1811.
Vor der Stützmauer stehen zwei kleine Pyramiden aus Stein, deren Geschichte und Bedeutung unbekannt ist. In diesen Bereich befindet sich die Anlegestelle für Boote. Am Südende der Insel ließ König Max I. anlässlich der Erneuerungsarbeiten ab 1810 eine dritte Pyramide ähnlichen Aussehens errichten.
Unter der Plattform befindet sich eine Grotte, die von Westen durch ein vergittertes Tor zugänglich ist. Sie wird gelegentlich fälschlich als Kapelle erwähnt. Ihr Raum ist quadratisch im Grundriss und die Seitenwände weisen je zwei Nischen auf. An der Rückwand befindet sich ein Wandbrunnen aus rotem Marmor, der auf das späte 16. Jahrhundert datiert wird. Er ist gekennzeichnet durch Muschelbecken, Rundbogennische, Löwenkopf, Pilaster, und einen halbkreisförmigen Aufsatz mit Wappen der Propstei Berchtesgaden, sowie einem weiteren Wappen. Es ist unbekannt, ob die Grotte bereits 1711 bestand und wann der Brunnen dort eingebaut wurde.

### Erneuerungsarbeiten ab 1810
1810 fiel die bis dahin zur Fürstpropstei Berchtesgaden gehörige Insel an die bayerische Krone. Sogleich veranlasste König Max I. umfangreiche Erneuerungsarbeiten auf der Insel. Im Inventar von 1853 wurde die Insel dann folgendermaßen beschrieben:
Die an der nördlichen Bucht des Königssees gelegene Insel in einer schönen Lage ist mit Bäumen und Gesträuch bewachsen und es befindet sich auf derselben ein Sommerhäuschen..., ein Schutzdach auf vier Säulen, ein Stein als Kochherd..., die hübsche Marmorstatue mit Piedestal des Heiligen Johann, drei steinerne Pyramiden, eine kleine Brücke, eine Anfahrstelle, eine Sitzbank, mehrere Geländer; die Plätze und Wege sind bekiest.

### Renovierung 1992
1992 wurde die Grotte, die einsturzgefährdet war, renoviert.

## Denkmalschutz
Die Marmorfigur des Hl. Nepomuk samt Unterbau, Treppen und den beiden vorgelagerten Pyramiden sowie die Grotte und die 1810 errichtete Natursteinpyramide sind als Baudenkmal unter der Aktennummer D-1-72-132-45 in die Bayerische Denkmalliste eingetragen.

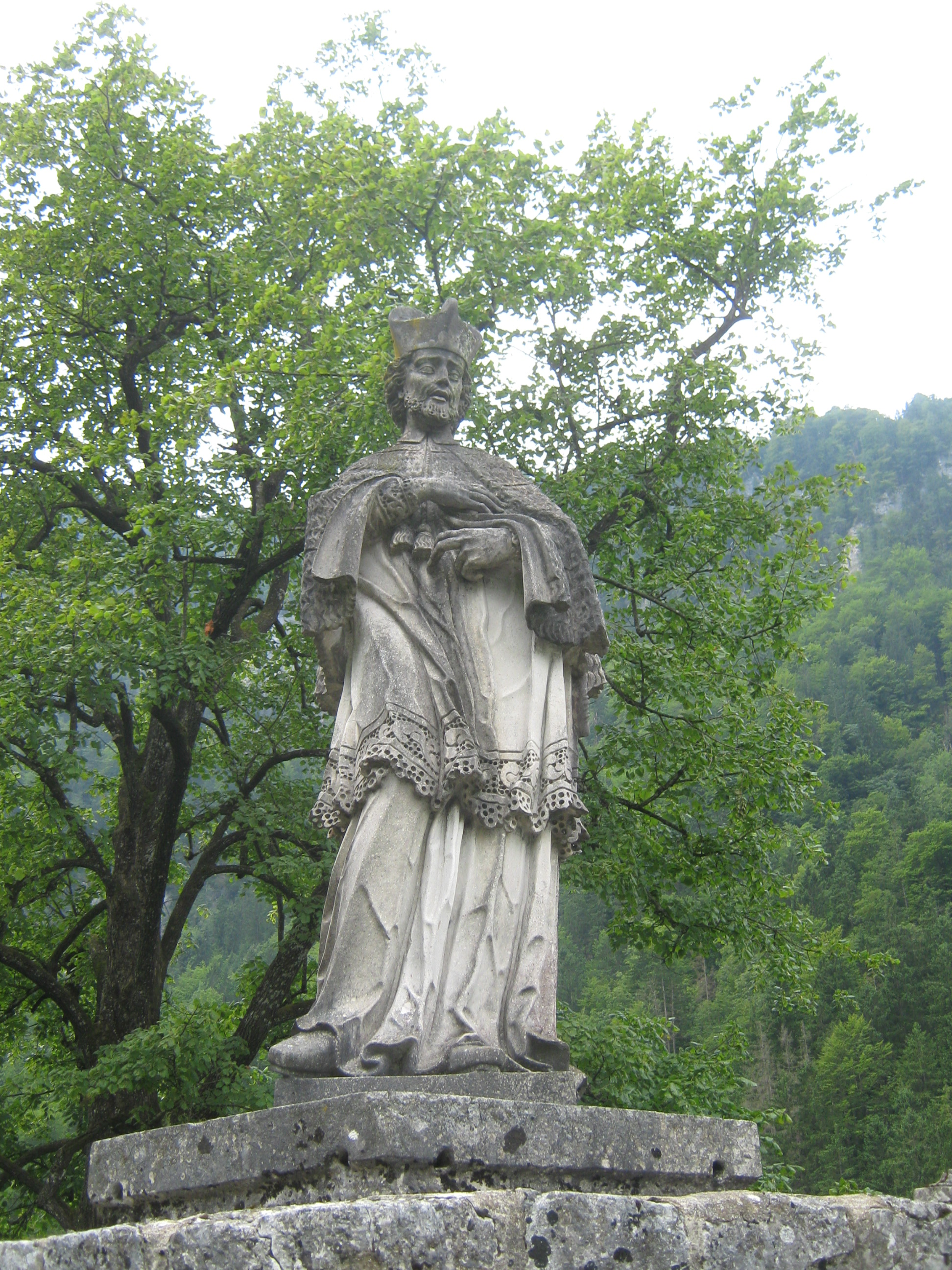
Statue des Hl. Nepomuk
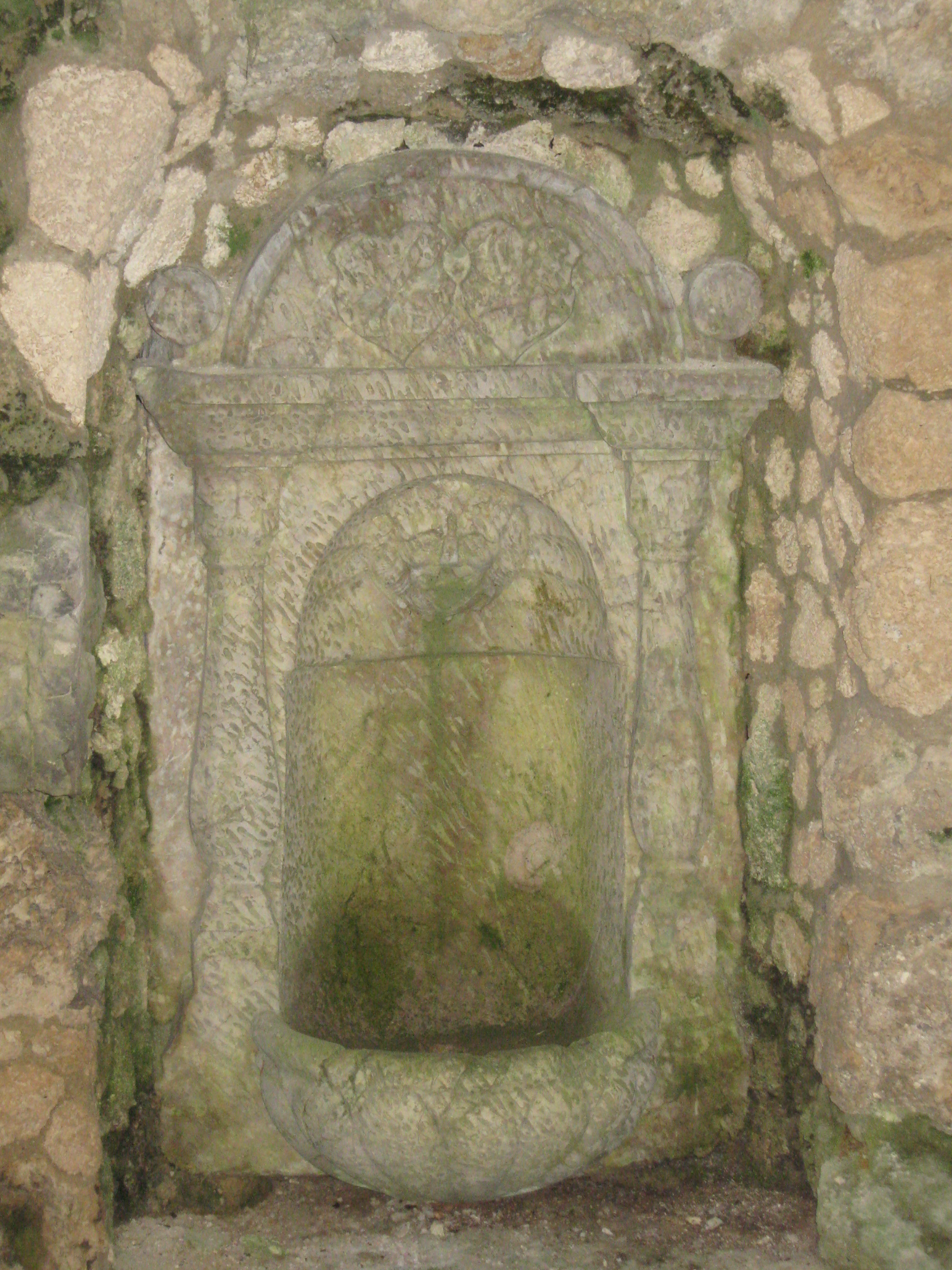
Wandbrunnen der Grotte
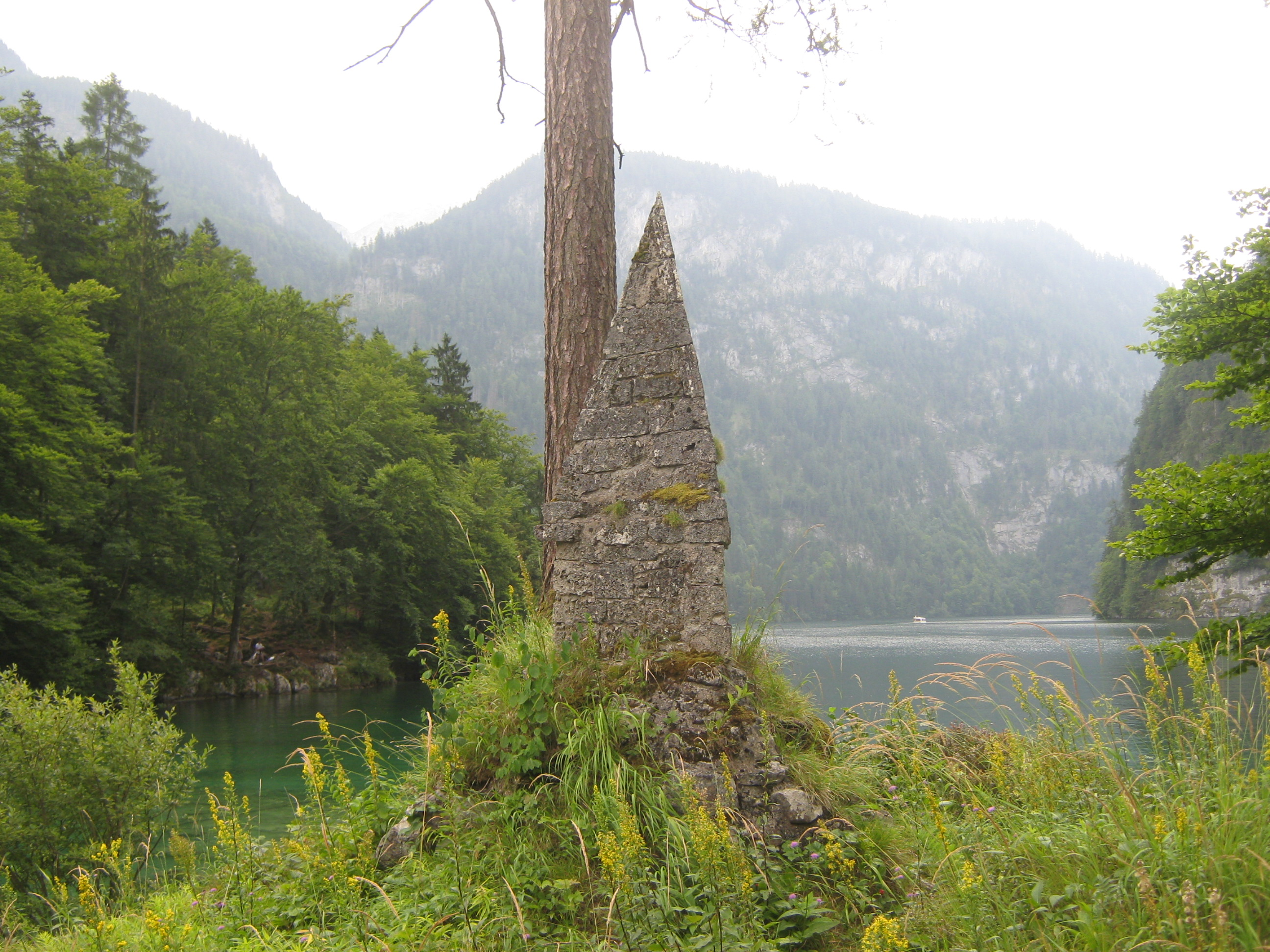
Steinpyramide